# Jack Carson
Jack Carson (Carman, 27 ottobre 1910 – Encino, 2 gennaio 1963) è stato un attore canadese.

## Biografia

### Carriera
Carson seguì i genitori Elmer ed Elsa negli Stati Uniti e trascorse infanzia e giovinezza a Milwaukee, studiando prima alla Hartford School, poi alla St. John Military Academy, ma fu al Carleton College che iniziò a sviluppare interesse per la recitazione. Con il suo fisico imponente (1,90 m di altezza, e 100 kg di peso), debuttò sul palcoscenico nel ruolo di Ercole in una produzione teatrale studentesca. In seguito, insieme con il compagno di college Dave Willock, formò un duo comico che affrontò diversi anni di gavetta nel vaudeville e alla radio durante gli anni trenta, prima di approdare a Hollywood e comparire in piccoli ruoli per la casa produttrice RKO.
Nella seconda metà del decennio, Carson iniziò a farsi un nome come popolare comprimario adatto per tutti gli usi. Con il suo carattere estroverso e il suo fisico massiccio, dall'espressione del volto mobilissima, tra il 1937 e il 1940 l'attore apparve in innumerevoli film musicali, commedie e western, in cui le caratteristiche fisiche lo destinarono a ruoli anti-eroici e da antagonista: tra questi, il musical Girandola (1938) con Fred Astaire e Ginger Rogers, la commedia Palcoscenico (1937) con Katharine Hepburn, il western Partita d'azzardo (1940) con Marlene Dietrich. Nello stesso periodo riuscì a conquistare grande popolarità anche alla radio, sempre in coppia con Willock, a partire dallo show Kraft Music Hall con Bing Crosby, fino alla definitiva affermazione nel 1943 con uno spettacolo radiofonico tutto suo.
Dopo un interessante ruolo di G-Man nel dramma d'azione The Enemy Agent (1940), prodotto dalla Universal e cointerpretato da Richard Cromwell, Carson passò alla Warner Brothers e divenne uno dei maggiori caratteristi degli anni quaranta, ugualmente a suo agio sia nella commedia, come L'uomo questo dominatore (1942), nel ruolo di un ragazzo dal cuore d'oro dalle reazioni un po' tarde, sia nel dramma come Il romanzo di Mildred (1945), in cui interpretò l'uomo gentile destinato a farsi soffiare la fidanzata. Tra le altre più celebri pellicole interpretate dall'attore, sono da ricordare Il signore e la signora Smith (1941) di Alfred Hitchcock, Il sentiero della gloria (1942) di Raoul Walsh, e Arsenico e vecchi merletti (1944) di Frank Capra. Fece coppia con il garbato attore Dennis Morgan in una serie di commedie come L'ora, il luogo e la ragazza (1946), Two Guys from Milwaukee (1946) e Speroni e calze di seta (1948), in analogia con un'altra coppia comica del periodo, Bing Crosby e Bob Hope. Con il ruolo del detective privato Peter Virgil, fu protagonista a fianco della debuttante Doris Day nel musical Amore sotto coperta (1948), recitando con lei anche nel successivo Musica per i tuoi sogni (1949). L'esuberante vitalità dell'attore non si limitò alle commedie leggere, ma trovò notevoli occasioni in pregevoli film drammatici, come È nata una stella (1954), in cui interpretò l'addetto stampa Matt Libby, e La gatta sul tetto che scotta (1958), in cui impersonò l'untuoso Gooper Pollitt, il figlio-cognato "pecora nera" della famiglia Pollitt.
Parallelamente all'attività sul grande schermo, Carson continuò a recitare alla radio, comparendo insieme a Jimmy Durante, Ed Wynn e Danny Thomas quali ospiti fissi del varietà della NBC 4 Star Revue, in onda ogni mercoledì sera nella stagione 1950-1951. La stagione successiva Carson bissò il successo nel medesimo programma, il cui titolo fu cambiato in All Star Revue.
Nel 1962, durante le repliche della pièce Critics Choice in scena a Broadway, Carson ebbe un collasso e durante i successivi accertamenti gli venne diagnosticato un cancro allo stomaco. L'attore morì l'anno seguente, il 2 gennaio 1963, nella sua residenza di Encino, all'età di 52 anni, e venne sepolto al Forest Lawn Memorial Park di Los Angeles.

### Vita privata
Jack Carson fu sposato quattro volte:
- dal 1938 al 1939 con Elizabeth Lindy;
- dal 1941 al 1950 con Kay St. Germain Wells, dalla quale ebbe due figli;
- dal 1952 al 1958 con l'attrice Lola Albright;
- dal 1961 fino alla morte con Sandra Jolley, ex moglie dell'attore Forrest Tucker.

## Filmografia

### Cinema
- Sono innocente (You Only Live Once), regia di Fritz Lang (1937) (non accreditato)
- Too Many Wifes, regia di Ben Holmes (1937)
- It Could Happen to You!, regia di Phil Rosen (1937) (non accreditato)
- On Again-Off Again, regia di Edward F. Cline (1937) (non accreditato)
- Reported Missing, regia di Milton Carruth (1937) (non accreditato)
- Palcoscenico (Stage Door), regia di Gregory La Cava (1937)
- Musica per signora (Music for Madame), regia di John G. Blaystone (1937)
- Ed ora... sposiamoci (Stand-In), regia di Tay Garnett (1937)
- A Rented Riot, regia di Jean Yarbrough (1937)
- Una magnifica avventura (A Damsel in Distress), regia di George Stevens (1937) (non accreditato)
- High Flyers, regia di Edward F. Cline (1937)
- Harris in the Spring, regia di Leslie Goodwins (1937)
- Quick Money, regia di Edward Killy (1937)
- Una ragazza fortunata (She's Got Everything), regia di Joseph Santley (1937)
- Crashing Hollywood, regia di Lew Landers (1938)
- Everybody's Doing It, regia di Christy Cabanne (1938)
- Susanna (Bringing Up Baby), regia di Howard Hawks (1938) (non accreditato)
- Night Spot, regia di Christy Cabanne (1938)
- Maid's Night Out, regia di Ben Holmes (1938) (non accreditato)
- Condannate (Condemned Women), regia di Lew Landers (1938) (non accreditato)
- This Marriage Business, regia di Christy Cabanne (1938)
- Go Chase Yourself, regia di Edward F. Cline (1938)
- Law of the Underworld, regia di Lew Landers (1938)
- Una donna vivace (Vivacious Lady), regia di George Stevens (1938)
- The Saint in New York, regia di Ben Holmes (1938)
- Picketing for Love, regia di Jean Yarbrough (1938)
- Vacanze d'amore (Having Wonderful Time), regia di Alfred Santell (1938)
- Girandola (Carefree), regia di Mark Sandrich (1938)
- Mr. Doodle Kicks Off, regia di Leslie Goodwins (1938)
- The Kid from Texas, regia di S. Sylvan Simon (1939)
- La ragazza della Quinta Strada (5th Avenue Girl), regia di Gregory La Cava (1939)
- The Escape, regia di Ricardo Cortez (1939)
- Mr. Smith va a Washington (Mr. Smith Goes to Washington), regia di Frank Capra (1939) (non accreditato)
- Legion of Lost Flyers, regia di Christy Cabanne (1939)
- Partita d'azzardo (Destry Rides Again), regia di George Marshall (1939)
- The Honeymoon's Over, regia di Eugene Forde (1939)
- City of Chance, regia di Ricardo Cortez (1940) (narratore, non accreditato)
- Questa donna è mia (I Take This Woman), regia di W. S. Van Dyke (1940)
- Parole Fixer, regia di Robert Florey (1940)
- Young as You Feel, regia di Malcolm St. Clair (1940)
- Shooting High, regia di Alfred E. Green (1940)
- Enemy Agent, regia di Lew Landers (1940)
- Alias the Deacon, regia di Christy Cabanne (1940)
- Tifone sulla Malesia (Typhoon), regia di Louis King (1940)
- Girl in 313, regia di Ricardo Cortez (1940)
- Queen of the Mob, regia di James P. Hogan (1940)
- Il ponte dell'amore (Lucky Partners), regia di Lewis Milestone (1940)
- Sandy Gets Her Man, regia di Otis Garrett e Paul Girard Smith (1940)
- Love Thy Neighbor, regia di Mark Sandrich (1940)
- Il signore e la signora Smith (Mr. and Mrs. Smith), regia di Alfred Hitchcock (1941)
- Bionda fragola (The Strawberry Blonde), regia di Raoul Walsh (1941)
- Innamorato pazzo (Love Crazy), regia di Jack Conway (1941)
- Sposa contro assegno (The Bride Came C.O.D.), regia di William Keighley (1941)
- Navy Blues, regia di Lloyd Bacon (1941)
- Blues in the Night, regia di Anatole Litvak (1941)
- L'uomo questo dominatore (The Male Animal), regia di Elliott Nugent (1942)
- I tre furfanti (Larceny, Inc.), regia di Lloyd Bacon (1942)
- Wings for the Eagle, regia di Lloyd Bacon (1942)
- Il sentiero della gloria (Gentleman Jim), regia di Raoul Walsh (1942)
- The Hard Way, regia di Vincent Sherman (1943)
- Sua Altezza è innamorata (Princess O'Rourke), regia di Norman Krasna (1943)
- Al chiaro di luna (Shine on Harvest Moon), regia di David Butler (1944)
- Make Your Own Bed, regia di Peter Godfrey (1944)
- Ragazze indiavolate (The Doughgirls), regia di James V. Kern (1944)
- Arsenico e vecchi merletti (Arsenic and Old Laces), regia di Frank Capra (1944)
- Roughley Speaking, regia di Michael Curtiz (1945)
- Il romanzo di Mildred (Mildred Pierce), regia di Michael Curtiz (1945)
- ...e un'altra notte ancora (One More Tomorrow), regia di Peter Godfrey (1946)
- Two Guys from Milwaukee, regia di David Butler (1946)
- L'ora, il luogo e la ragazza (The Time, the Place and the Girl), regia di David Butler (1946)
- Love and Learn, regia di Frederick de Cordova (1947)
- So You Want to be in Pictures, regia di Richard L. Bare (1947) (cortometraggio) (non accreditato)
- April Showers, regia di James V. Kern (1948)
- Amore sotto coperta (Romance on the High Seas), regia di Michael Curtiz (1948)
- Speroni e calze di seta (Two Guys from Texas), regia di David Butler (1948)
- La sposa rubata (John Loves Mary), regia di David Butler (1949)
- Musica per i tuoi sogni (My Dream is Yours), regia di Michael Curtiz e Friz Freleng (1949)
- L'amore non può attendere (It's a Great Feeling), regia di David Butler (1949)
- Roba da matti (The Good Humor Man), regia di Lloyd Bacon (1950)
- Le foglie d'oro (Bright Leaf), regia di Michael Curtiz (1950)
- Mr. Universe, regia di Joseph Lerner (1951)
- La sposa illegittima (The Groom Wore Spurs), regia di Richard Whorf (1951)
- Nebbia sulla Manica (Dangerous When Wet), regia di Charles Walters (1953)
- Giarrettiere rosse (Red Garters), regia di George Marshall (1954)
- È nata una stella (A Star is Born), regia di George Cukor (1954)
- Phffft... e l'amore si sgonfia (Phffft), regia di Mark Robson (1954)
- Non è peccato (Ain't Misbehavin), regia di Edward Buzzell (1955)
- Il fondo della bottiglia (The Bottom of the Bottle), regia di Henry Hathaway (1956)
- Due magnifiche canaglie (Magnificent Roughnecks), regia di Sherman A. Rose (1956)
- Il vestito strappato (The Tattered Dress), regia di Jack Arnold (1957)
- Il trapezio della vita (The Tarnished Angels), regia di Douglas Sirk (1957)
- La gatta sul tetto che scotta (Cat on a Hot Tin Roof), regia di Richard Brooks (1958)
- Missili in giardino (Rally 'Round the Flag, Boys!), regia di Leo McCarey (1958)
- Il letto di spine (The Bramble Bush), regia di Daniel Petrie (1960)
- Il padrone di New York (King of the Roaring 20's - The Story of Arnold Rothstein), regia di Joseph M. Newman (1961)

### Televisione
- General Electric Theater – serie TV, episodi 2x12-2x16 (1953-1954)
- Screen Directors Playhouse – serie TV, episodio 1x04 (1955)
- Damon Runyon Theater – serie TV, episodio 2x05 (1955)
- Climax! – serie TV, episodi 2x11-4x04 (1955-1957)
- Bonanza – serie TV, episodio 1x09 (1959)
- Thriller – serie TV, episodio 1x12 (1960)
- The Dick Powell Show – serie TV, episodio 1x01 (1961)
- Ai confini della realtà (The Twilight Zone) – serie TV, episodio 2x14 (1961)
- Bus Stop – serie TV, episodio 1x09 (1961)
- Alfred Hitchcock presenta (Alfred Hitchcock Presents) – serie TV episodio 7x35 (1962)

## Doppiatori italiani
Nelle versioni in italiano dei suoi film, Jack Carson è stato doppiato da:
- Stefano Sibaldi in Arsenico e vecchi merletti, Amore sotto coperta, Le foglie d'oro, E un'altra notte ancora, Musica per i tuoi sogni
- Carlo Romano in L'uomo questo dominatore, È nata una stella, Il trapezio della vita, La gatta sul tetto che scotta, Il letto di spine
- Alberto Sordi in Bionda fragola, L'amore non può attendere, Amore sotto coperta (canto), Ho baciato una stella
- Mario Pisu in Partita d'azzardo, Sposa contro assegno, Phfft (e l'amore si sgonfia)
- Nino Pavese in Tifone sulla Malesia, Non è peccato, Il vestito strappato
- Renato Turi in Il fondo della bottiglia, Missili in giardino
- Giorgio Capecchi in Mr. Smith va a Washington
- Arnoldo Foà in Innamorato pazzo
- Cesare Polacco in Palcoscenico
- Vinicio Sofia in Nebbia sulla Manica
- Paolo Stoppa in Il romanzo di Mildred
- Angelo Nicotra in Ed ora... sposiamoci! (ridoppiaggio)